# Nederlands Arbeidsfront

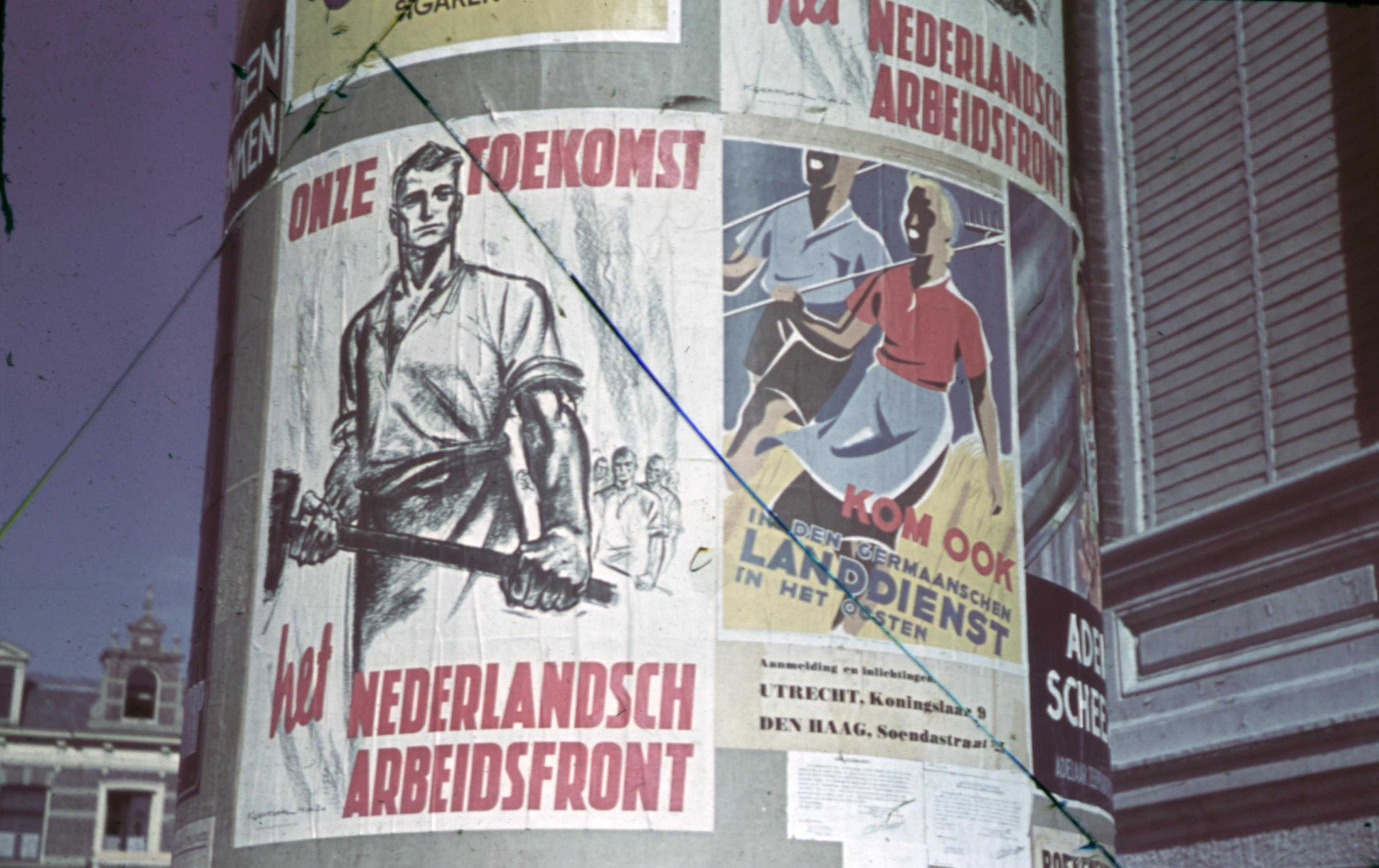
Propaganda-affiche van het NAF.

Het Nederlandsche Arbeidsfront (afgekort tot NAF) was een nationaalsocialistische vakcentrale opgericht op 30 april 1942 bij een decreet door de rijkscommissaris Arthur Seyss-Inquart. De volgende dag, de dag van de arbeid, zouden de andere vakcentrales en vakbonden in Nederland opgeheven worden, zoals CNV, RKWV en de NVV. De bezittingen en vermogens van de opgeheven vakcentrales zouden overgaan naar de nieuwe vakcentrale. Aan het hoofd van het Nederlandsch Arbeidsfront kwam NSB'er Hendrik Jan Woudenberg. 
De vakbond had zich tot doelstelling gegeven: Het Nederlandsche Arbeidsfront heeft tot taak alle Nederlanders die door eigen arbeid geheel of gedeeltelijk in hun levensonderhoud voorzien, samen te brengen, te verzorgen, hen op te voeden tot wederzijdsch begrip voor hun economische belangen, alsmede voor hun sociale en cultureele behoeften en bij de bevrediging van deze behoeften medewerking te verleenen.
De NAF werd echter geen succes. Maximaal had de NAF 100.000 leden, waarvan het overgrote deel landarbeiders waren. Landarbeiders hadden sterk seizoensafhankelijk werk en waren daarom vaak aangewezen op een uitkering. De opgeheven vakbonden, die tegen de nieuwe opzet waren, hadden echter voor de oorlog nog ruim 700.000 leden. De NAF kreeg geen zitting in belangrijke commissies en kon daardoor weinig opbrengen voor de aangesloten arbeiders. In 1945 werd de vakcentrale opgeheven.